# مطار نغوراه راي الدولي
مطار نغوراه راي الدولي (بالإندونيسية: Bandar Udara Internasional I Gusti Ngurah Rai)‏(إياتا: DPS، إيكاو: WADD)، المعروف أيضا باسم مطار دنباسار الدولي، ويقع في جنوب بالي على بعد 13 كم جنوب دنباسار. وهو حاليا المطار الثالث الأكثر ازدحاماً في البلاد بعد مطار سوكارنو هاتا الدولي ومطار جواندا الدولي.
ويعود اسم المطار نسبة إلى آي غوستي نغوراه راي، وهو أحد القادة الأندنوسيين أبطال الثورة الوطنية الإندونيسية الذي توفي في 20 نوفمبر 1946.

## التاريخ

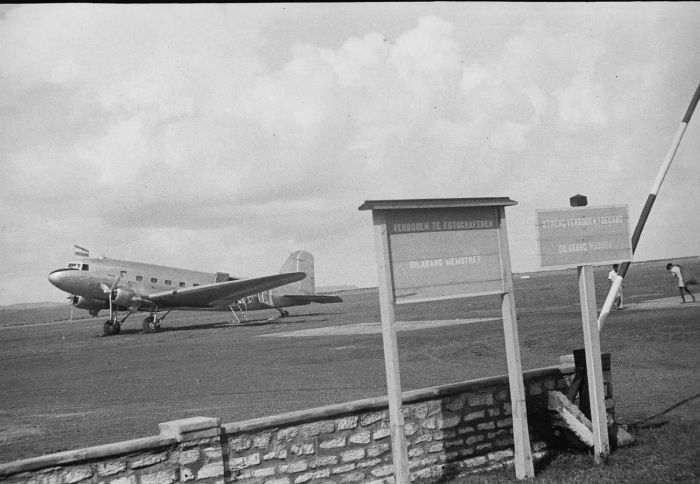
طائرة داكوتا الهولندية دي سي -3 في مطار كوتا عام 1949

تأسس المطار في عام 1931 على الساحل الجنوبي لبالي كمهبط للطائرات بطول 700 متر إبان فترة الاستعمار الهولندي. استخدم في عام 1942 لتجهيز عمليات المقاتلات وقاذفات القنابل مما عرضه للقصف من القوات اليابانية . احتلت القوات المسلحة اليابانية بالي خلال الحرب العالمية الثانية ،وتمكنت من الإستيلاء على المطار يوم 19 فبراير 1942. وخلال فترة الاحتلال الياباني التي امتدت لخمس سنوات قام اليابانيون بإجراء العديد من التحسينات في المطار. بزيادة طول المدرج من 700 متر إلى 1،200 متر.
في عام 1949 تم إنشاء مبنى المطار ومرافق الطيران الأخرى، وشيد برج بسيط من الخشب للتحكم في الطيران. في عام 1959 سعى الرئيس سوكارنو لمواصلة تطوير مهبط الطائرات. تم بناء مرافق جديدة كجزء من مشروع التجديد.
وللسماح للطائرات النفاثة بالعمل من بالي، كان من الضروري زيادة المدرج غربا إلى البحر ليصبح بطول 2،700 متر لعدم إمكانية التوسع إلى الشرق لوجود قرية الصيد المحلية. وإعادة بناء مبنى المطار الذي استمرت من عام 1963-1969 ، وافتتحت الحكومة المطار للرحلات الجوية الدولية في 10 أغسطس 1966.
تم افتتاح مطار نجوراه راي الدولي الجديد في 1 إغسطس 1968 من قبل الرئيس الاندونيسي سوهارتو واطلق عليه اسم غوستي نجوراه راي الشخصية الوطنية الهامة خلال النضال من أجل الاستقلال في إندونيسيا .

## مرافق المطار

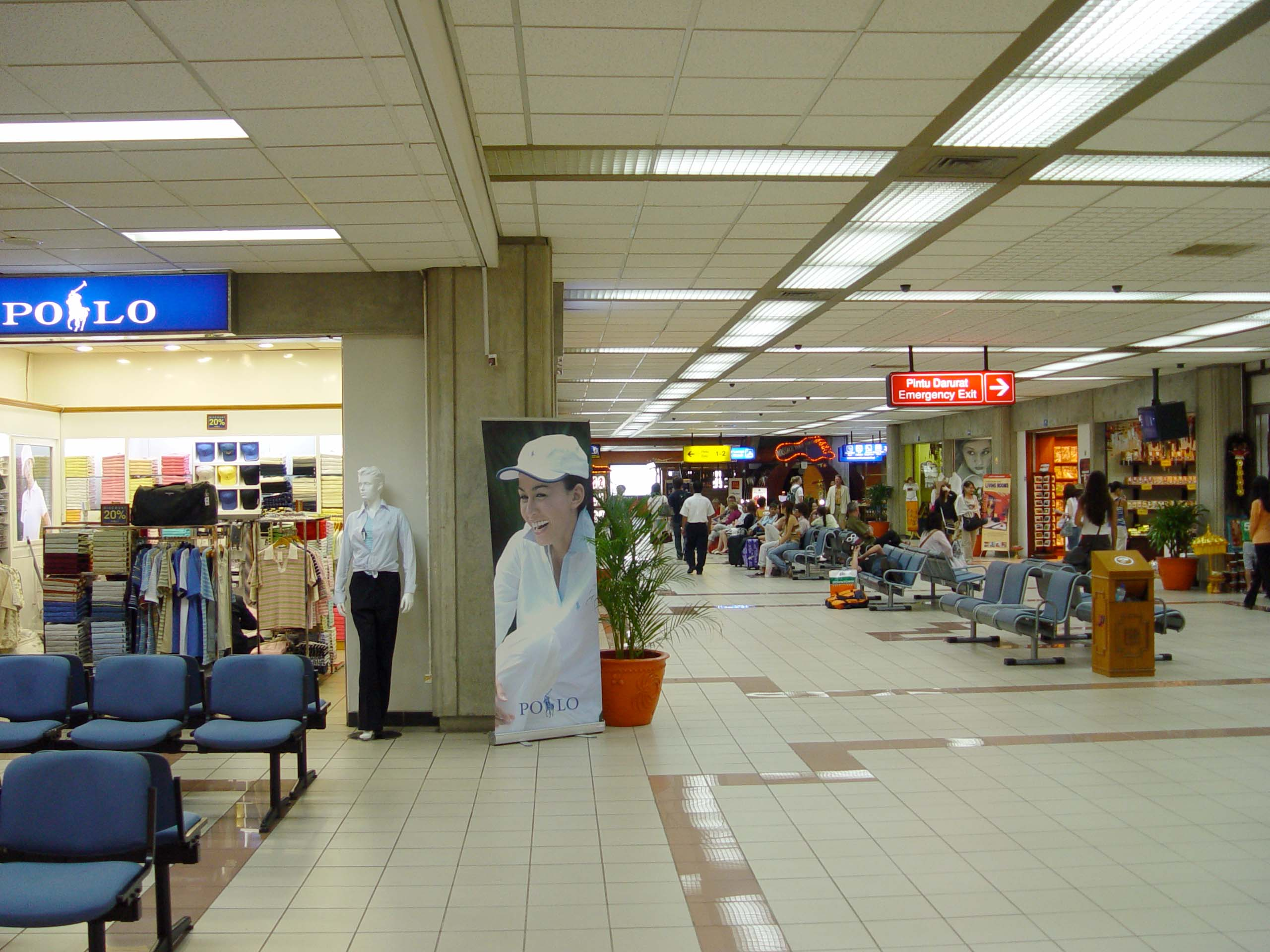
الصالة الدولية افتتحت عام 1978

المطار لديه 17 بوابة 3 منها في الصالة المحلية، و 14 في الصالة الدولية ثماني منها متصلة بجسور. ويفصل بين الصالتين صالة المهرجان.
صممت الصالة الدولية لتحمل السمات المعمارية لبالي. وتصل قدرتها الاستيعابية ما يصل إلى 4938840 مسافر في السنة. منطقة المغادرين مزودة ب 62 مكتبا لإنهاء إجراءات تسجيل المسافرين. بطاقة استيعابية 3،175 شخصا. بينما تضم الصالة المحلية 28 مكتبا لإنهاء إجراءات المسافرين. بطاقة استيعابية 2،118 شخصا.
يدير المطار أسطولا من الحافلات لنقل الركاب من وإلى الطائرات من الصالة المحلية التي لا تتوفر بها العدد الكاف من البوابات لاستيعاب الطائرات. وغالبا ما تنقل المسافرين المحليين للطائرات المتوقفة على الساحة في ما بين الصالة المحلية ومحطة الشحن.

## شركات الطيران والوجهات
| شركـات طيـران                     | الوجهات |
| --------------------------------- | --- |
| Aero Dili                         | Dili |
| طيران آسيا                        | مطار كوالالمبور الدولي، مطار بينانق الدولي |
| طيران آسيا (إكس)                  | مطار كوالالمبور الدولي |
| طيران نيوزيلندا                   | موسمي: مطار أوكلاند الدولي |
| Batik Air                         | مطار دون موينغ، Dili، مطار حليم بيردانكوسوما الدولي، مطار سوكارنو هاتا الدولي، Labuan Bajo ‏، مطار ملبورن الدولي، مطار بيرث، مطار شانغي سنغافورة، مطار سيدني |
| باتيك إير ماليزيا                 | مطار بريزبان، مطار كوالالمبور الدولي، مطار ملبورن الدولي، مطار بيرث، مطار سيدني |
| كاثي باسيفيك                      | مطار هونغ كونغ الدولي |
| سيبو باسيفيك                      | مطار نينوي أكوينو الدولي |
| الخطوط الجوية الصينية             | مطار تايوان تاويوان الدولي |
| خطوط شرق الصين الجوية             | مطار شانغهاي بودنغ الدولي |
| خطوط جنوب الصين الجوية            | مطار قوانغتشو باييون الدولي |
| سيتي لينك                         | Balikpapan، Bandung، Dili، مطار حليم بيردانكوسوما الدولي، مطار سوكارنو هاتا الدولي، Labuan Bajo ‏، Lombok، Makassar، مطار جواندا الدولي، Tambolaka عارض: مطار نانجينغ الدولي، مطار نينغبو ليش الدولي، مطار ونزهو يونجقيانج الدولي، مطار سنن شوفانغ الدولي |
| طيران الإمارات                    | مطار دبي الدولي |
| إيفا للطيران                      | مطار تايوان تاويوان الدولي |
| غارودا إندونيسيا                  | مطار هونغ كونغ الدولي (تستأنف 3 يوليو 2023)، مطار سوكارنو هاتا الدولي، Labuan Bajo ‏، Makassar، مطار ملبورن الدولي، مطار إنتشون الدولي، مطار شانغي سنغافورة، مطار جواندا الدولي، مطار سيدني، مطار ناريتا الدولي، Yogyakarta–International |

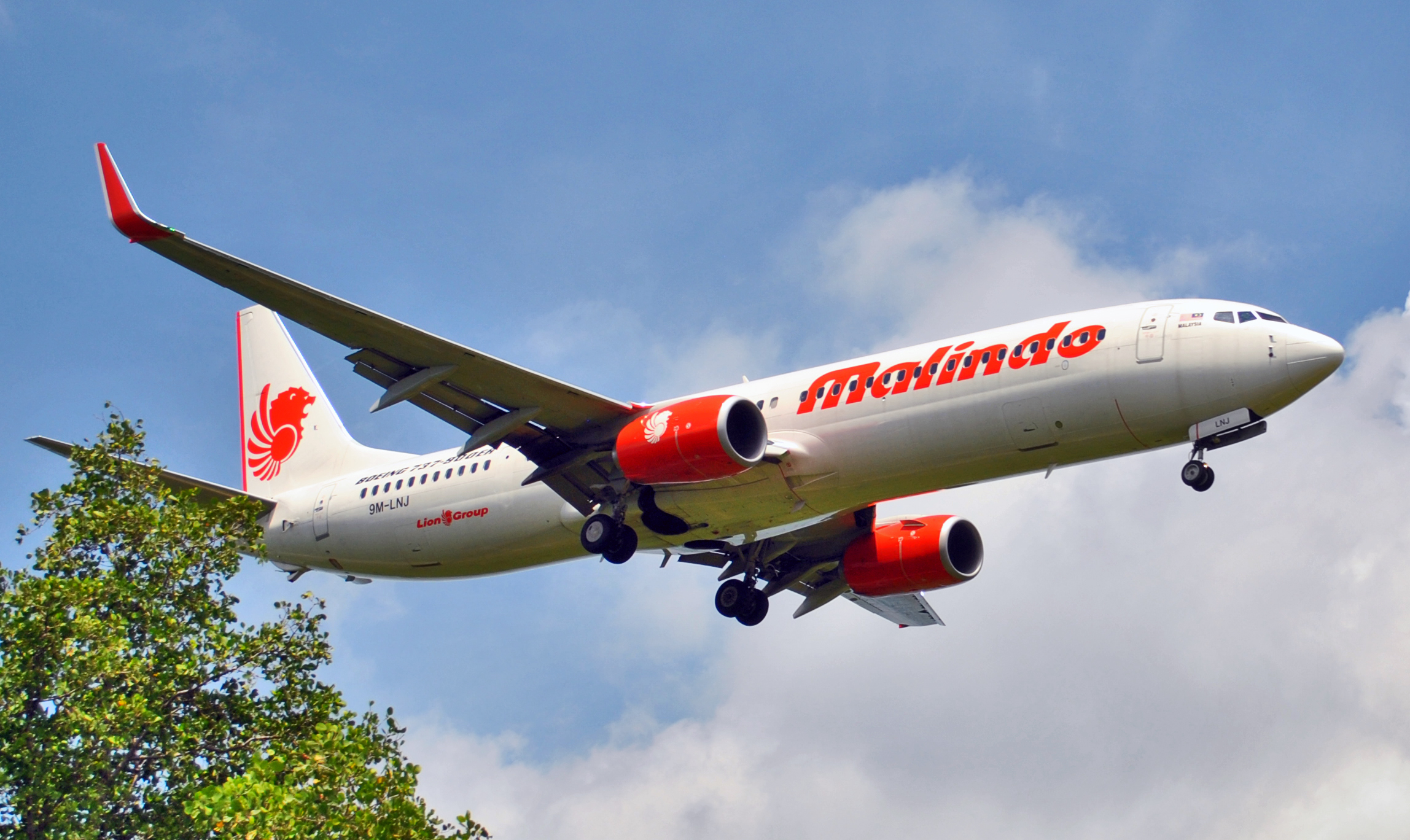
طائرة ماليندو إير بوينغ 737-900ER (9M-LNJ) أثناء الهبوط في مطار نجوراه راي الدولي، بالي، 2014

| خطوط هونغ كونغ الجوية             | مطار هونغ كونغ الدولي |
| طيران آسيا (إندونيسيا)            | Balikpapan، Bandung، مطار دون موينغ، مطار سوكارنو هاتا الدولي، مطار كوالالمبور الدولي، Labuan Bajo ‏، Lombok، مطار بيرث، مطار شانغي سنغافورة، Solo، مطار جواندا الدولي، Yogyakarta–International |
| خطوط جيت ستار الجوية              | Adelaide، مطار بريزبان، Cairns، Darwin، مطار ملبورن الدولي، مطار بيرث، مطار سيدني |
| خطوط جيتستار آسيا الجوية          | مطار شانغي سنغافورة |
| الخطوط الجوية الملكية الهولندية   | مطار سخيبول أمستردام، مطار شانغي سنغافورة |
| كوريا للطيران                     | مطار إنتشون الدولي |
| ليون إير                          | Balikpapan، مطار سوكارنو هاتا الدولي، Kupang، Makassar، مطار سام راتولانجي الدولي ‏، Solo، مطار جواندا الدولي، Yogyakarta–International عارض: مطار تشانغشا هوانغوا الدولي، مطار تشانغتشو بيننو، مطار تشونغتشينغ جيانغبى الدولي، مطار قوانغتشو باييون الدولي، مطار هانغتشو شياوشان الدولي، مطار هاربين الدولي، مطار حيفي شينكياو الدولي، مطار هونغ كونغ الدولي، مطار جينان الدولي، مطار نانتشانغ تشانغبى الدولي، مطار شينزين باوان الدولي، مطار تيانجين الدولي، مطار أورومتشي الدولي، مطار ونزهو يونجقيانج الدولي، مطار ووهان الدولي، مطار شيان شيانيانغ الدولي، مطار تشنغتشو الدولي |
| خطوط لوت الجوية البولندية         | موسمي عارض: مطار وارسو فريدريك شوبان |
| الخطوط الجوية الماليزية           | مطار كوالالمبور الدولي |
| NAM Air                           | Alor، Bima، مطار سوكارنو هاتا الدولي، Labuan Bajo ‏، Lombok، Maumere، مطار جواندا الدولي، Tambolaka |
| Pelita Air                        | مطار سوكارنو هاتا الدولي |
| الخطوط الجوية الفلبينية           | مطار نينوي أكوينو الدولي |
| طيران آسيا (الفلبين)              | مطار نينوي أكوينو الدولي |
| كانتاس                            | مطار ملبورن الدولي، مطار سيدني |
| الخطوط الجوية القطرية             | مطار حمد الدولي |
| سكوت للطيران                      | مطار شانغي سنغافورة |
| الخطوط الجوية السنغافورية         | مطار شانغي سنغافورة |
| Super Air Jet                     | Bandung، مطار سوكارنو هاتا الدولي، مطار جواندا الدولي |
| طيران آسيا (تايلاند)              | مطار دون موينغ |
| الخطوط الجوية الدولية التايلاندية | مطار سوفارنابومي الدولي |
| Thai Lion Air                     | مطار دون موينغ |
| TransNusa                         | مطار سوكارنو هاتا الدولي |
| الخطوط الجوية التركية             | مطار إسطنبول الدولي |
| خطوط فيت جيت                      | مطار دا نانغ الدولي، مطار نوي باي الدولي، مطار تان سون نهات الدولي |
| الخطوط الجوية الفيتنامية          | مطار تان سون نهات الدولي |
| خطوط فيرجن أستراليا الجوية        | Adelaide، مطار بريزبان، مطار جولد كوست، مطار ملبورن الدولي، مطار سيدني |
| Wings Air                         | Bima، Ende، Kupang، Labuan Bajo ‏، Lombok، Malang، Maumere، مطار أحمد ياني الدولي، Solo، Tambolaka، Waingapu |
| خطوط زيامن الجوية                 | مطار شيامن قاوتشي الدولي |

## وصلات خارجية
- الموقع الرسمي
- الإدارة العامة للطيران المدني